# Анадольська сільська рада (Хотинський район)
Анадо́льська сільська́ ра́да — адміністративно-територіальна одиниця та орган місцевого самоврядування в Хотинському районі Чернівецької області. Адміністративний центр — село Анадоли.

## Загальні відомості
- Населення ради: 929 осіб (станом на 2001 рік)

## Населені пункти
Сільській раді були підпорядковані населені пункти:
- с. Анадоли

## Склад ради
Рада складалася з 14 депутатів та голови.
- Голова ради: Ткач Володимир Іванович
- Секретар ради: Бойко Олена Вікторівна

### Керівний склад попередніх скликань
| Прізвище, ім'я, по батькові    | Основні відомості                                                                                    | Дата обрання | Дата звільнення |
| ------------------------------ | --- | ------------ | --------------- |
| Голянський Валентин Дем'янович | Сільський голова, 1952 року народження, безпартійний                                                 | 26.03.2006   | 31.10.2010      |
| Бойко Василь Васильович        | Сільський голова, 1967 року народження, освіта вища, безпартійний                                    | 31.10.2010   | 02.06.2013      |
| Ткач Володимир Іванович        | Сільський голова, 1963 року народження, освіта середня спеціальна, член Комуністичної партії України | 02.06.2013   |                 |

Примітка: таблиця складена за даними сайту Верховної Ради України

### Депутати
За результатами місцевих виборів 2010 року депутатами ради стали:

#### За суб'єктами висування
| Суб'єкт висування            | Кількість обраних депутатів | %    |
| ---------------------------- | --------------------------- | ---- |
| Самовисування                | 6                           | 42,9 |
| Партія регіонів              | 4                           | 28,6 |
| Соціалістична партія України | 3                           | 21,4 |
| Комуністична партія України  | 1                           | 7,1  |

#### За округами
| № округу                     | Прізвище, ім'я, по батькові      | Дата визнання обраним | Освіта             | Партійна приналежність | Відомості про обраного депутата                                                                               |
| ---------------------------- | -------------------------------- | --------------------- | ------------------ | ---------------------- | --- |
| Комуністична партія України  |                                  |                       |                    |                        | |
| 13                           | Іванський Олександр Анатолійович | 05.11.2010            | вища               | позапартійний          | Анадольська загальноосвітня школа І-ІІ ст., вчитель                                                           |
| Партія регіонів              |                                  |                       |                    |                        | |
| 5                            | Шуть Тетяна Валентинівна         | 05.11.2010            | вища               | позапартійна           | Анадольська сільська рада, бухгалтер                                                                          |
| 8                            | Юрчук Анжела Василівна           | 05.11.2010            | вища               | позапартійна           | Анадольський дошкільний навчальний заклад, вихователь                                                         |
| 9                            | Федьорко Ніна Михайлівна         | 05.11.2010            | середня спеціальна | позапартійна           | Анадольський дошкільний навчальний заклад, завідувачка                                                        |
| 10                           | Ігнатьєва Інна Василівна         | 05.11.2010            | вища               | позапартійна           | Анадольська загальноосвітня школа І-ІІ ст., вчитель                                                           |
| Соціалістична партія України |                                  |                       |                    |                        | |
| 2                            | Бойко Олена Вікторівна           | 05.11.2010            | середня спеціальна | позапартійна           | Анадольська сільська бібліотека, бібліотекар                                                                  |
| 11                           | Власій Наталія Василівна         | 05.11.2010            | середня спеціальна | позапартійна           | Анадольський сільський клуб, завідувачка клубу                                                                |
| 14                           | Федьорко Тетяна Семенівна        | 05.11.2010            | вища               | позапартійна           | Хотинська райдержнасінінспекція, агроном-аналітик                                                             |
| Самовисування                |                                  |                       |                    |                        | |
| 1                            | Перепелюк Олексій Васильович     | 05.11.2010            | середня            | позапартійний          | тимчасово не працює                                                                                           |
| 3                            | Івах Валентин Дмитрович          | 05.11.2010            | середня            | позапартійний          | ФГ ІВААГРО, фермер                                                                                            |
| 4                            | Максимчук Олена Василівна        | 14.10.2013            | середня            | член Партії регіонів   | тимчасово не працює                                                                                           |
| 6                            | Шуть Сергій Миколайович          | 05.11.2010            | незакінчена вища   | позапартійний          | Хотинський відділ Чернівецької регіональної філії ДП «ЦентрДЗК» при Держкомземі України, заступник начальника |
| 7                            | Герасимчук Тетяна Іванівна       | 05.11.2010            | середня спеціальна | позапартійна           | Анадольський фельдшерсько-акушерський пункт, завідувачка                                                      |
| 12                           | Перепелюк Роман Васильович       | 09.01.2011            | вища               | позапартійний          | ДАІ, інспектор                                                                                                |